# Бои за Угледар
Бои за Угледар — боевые действия возле города Угледар Донецкой области в ходе вторжения России в Украину, начавшегося в 2022 году. В ходе боёв город был полностью разрушен. 1 октября 2024 года город был захвачен ВС РФ.
Попытки захватить Угледар продолжались более 2 лет. Два крупных  наступления на украинские позиции были предприняты в октябре — ноябре 2022 и в январе — феврале 2023 годов, оба они окончились неудачей и большими потерями в технике и живой силе для сил РФ.  В итоге, Россия захватила Угледар в результате наступления осенью 2024 года.

## Предыстория
Угледар — небольшой город на юге Донецкой области Украины, имеющий важное стратегическое значение благодаря расположению на возвышенности и застройке многоэтажными домами. Из района Угледара украинские войска имеют возможность обстрела важной для России железной дороги, соединяющей восточный и южный фронти потенциально используемой для доставки грузов на юг Украины через Крым. Условия способствовали эффективной обороне города от наступающих российских войск. Так как город находится недалеко от подконтрольной России Донецкой Народной Республики, с вторжением ВС РФ бои в районе города начались в первые же дни.

## Силы сторон

### Украина
Угледар обороняла 72-я мехбригада Украины.

### Россия
Угледар первоначально атаковали российские 155-я и 40-я бригады морской пехоты. В штурмах также участвовали подразделения добровольческого батальона «Алга».
На заключительном этапе боёв за город действовали:
- 5-я отдельная гвардейская танковая бригада[19]
- 37-я отдельная гвардейская мотострелковая бригада (в направлении Пречистовки)[20]
- 40-я отдельная гвардейская бригада морской пехоты[21] (в направлении Пречистовки[20])
- 14-я отдельная гвардейская бригада специального назначения[22]
- 29-я гвардейская общевойсковая армия[23]
  - 36-я отдельная гвардейская мотострелковая бригада[23]
  - 430-й мотострелковый полк[23]
  - 91-й отдельный стрелковый полк[23]
  - 95-й отдельный стрелковый полк[23]
  - 200-я артиллерийская бригада[19]

## Боевые действия

### 2022 год
27 и 28 августа российские войска совершили ограниченные наземные удары к западу и юго-западу от Донецка в направлении Павловки (3 км к юго-западу от Угледара).
Силы РФ, в частности 155-я и 40-я бригады морской пехоты, понесли большие потери в ходе наступления на Угледар, который обороняла 72-я омехбр. В ноябре 2022 года военные 155-й бригады сообщали, что командир 20-й общевойсковой армии генерал Сухраб Ахмедов посылает солдат в плохо организованные штурмы Павловки под Угледаром, в результате чего бригада потеряла около 300 человек и 50 % техники за 4 дня.

### 2023 год
9 января в Минобороны России заявили, что украинские силы концентрируют крупную группировку войск в западной части Донецкой области в районе Угледара в ходе своей подготовки к новым наступлениям, а также, что в этом районе активно действуют украинские диверсионно-разведывательные группы.
24-25 января российские войска начали штурм города, а на следующий день советник главы ДНР Игорь Кимаковский заявил, что войска вошли в город и пытаются закрепиться на его окраинах.

Видеозаписи, зафиксировавшие итог одного из боестолкновений в феврале 2023, показывали 13 уничтоженных танков и 12 БМП (примерно половина комплектации танкового батальона РФ). 10 февраля появились сообщения о возможном уничтожении более 30 единиц бронетехники и больших потерях в живой силе. Один из военнослужащих 155-й бригады рассказал о примерно 500 погибших под Угледаром. МО РФ настаивает, что наступление на Угледар идёт в соответствии с планом, а Путин заявил, что «пехота морская работает как следует. Прямо сейчас».
Украинские военные заминировали все близлежащие поля, оставив незаминированными только грунтовые дороги. Во время боя российские войска двигались танковыми колоннами, по грунтовым дорогам, точно так же, как и в самом начале войны. Украинские танки, а также противотанковые расчёты, вооруженные ПТРК «Джавелин» и Стугна-П, действовали из засад и маневрировали в лесных массивах. После того, как противотанковые расчёты подбивали головную и замыкающие машины, по ним отрабатывала артиллерия из M777 и «Сезаров», в одном случае также по целям отработала батарея HIMARS. Пытаясь развернуться, российские танки выезжали на минное поле, подрывались и становились препятствием для других машин колонны, окончательно захлопывая ловушку. Таким образом украинские военные отразили несколько волн атак.

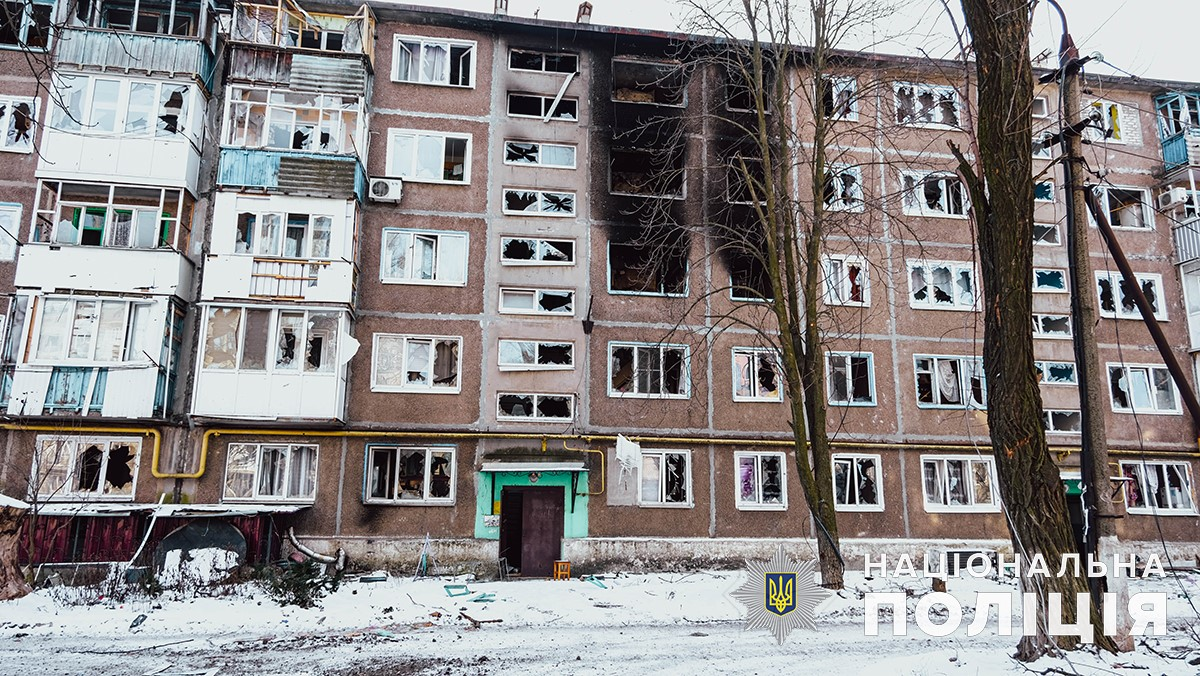
Дом в Угледаре, февраль 2023 года

15 февраля 2023 года Институт по изучению войны отмечал, что, согласно опубликованным видео, российские войска были выдавлены с позиций к югу и юго-востоку от Угледара. 23 февраля министерство обороны Великобритании подтвердило провал российских атак под Угледаром в конце 2022 года и в феврале 2023 года, а также говорило о высокой вероятности нового наступления. По этим данным, боевые действия в районе города продолжали силы Восточного военного округа ВС РФ. По заявлением украинских военных, под Угледаром произошло «крупнейшее танковое сражение войны». Во время боёв 72-я омехбр удержала город и нанесла обеим российским бригадам очень тяжёлые потери, только визуально подтверждённые потери российской бронетехники составили 130 единиц (танков, БМП и БТР).
По данным The Moscow Times, в феврале за три дня российская армия потеряла две бригады морской пехоты и 103 единицы техники, за то же время украинские силы потеряли 20 единиц техники. По данным министра обороны Великобритании Бена Уоллеса, за 2 дня Россия потеряла около 1000 солдат, была уничтожена целая бригада.

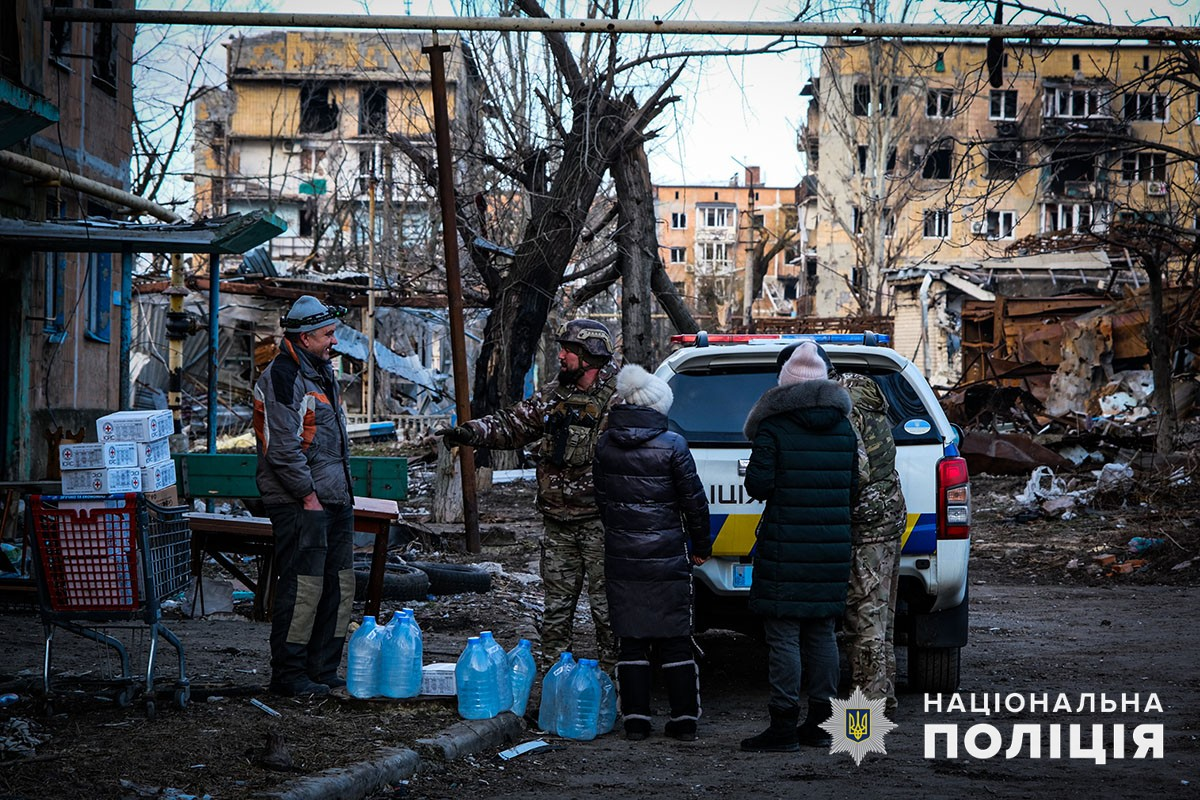
Доставка гуманитарной помощи жителям Угледара, февраль 2024

СМИ и российские военкоры возложили вину за тактические неудачи на высшее командование, в том числе снова на генерала Рустама Мурадова. Съёмки с мест боевых действий свидетельствуют, что бригада была пополнена плохо подготовленными мобилизованными солдатами, которые действовали непрофессионально. Несмотря на неудачное наступление, 17 февраля Путин присвоил Мурадову звание генерал-полковника.
К лету 2023 года город был разрушен. Из довоенного населения около 15 тысяч человек к февралю 2023 года в Угледаре остались меньше 500, а к июлю — меньше 100. Город оставался под контролем Украины и находился под беспорядочными обстрелами.
2 ноября 155-я бригада морской пехоты ВС РФ снова попыталась атаковать Угледар, но была отбита украинской 72-й бригадой с потерей 60 единиц техники (включая танки Т-72Б3 и Т-80БВ), по сравнению с 17 единицами техники, потерянными ВСУ за один день.

### 2024 год
4 мая ВСУ опубликовали фотографии 32 повреждённых или уничтоженных российских машин после атаки 5-й танковой бригады, 37-й мотострелковой бригады и 40-й бригады морской пехоты ВС РФ. Некоторые из машин представляют собой «танки-черепахи», которые ВС РФ начали использовать только в последние недели апреля.
28 июня ВСУ уничтожили российскую колонну в Угледаре, которая атаковала и не смогла отрезать обороняющуюся 72-ю механизированную бригаду. Бригада заявила, что подбила 16 танков Т-80, 34 боевые машины и 19 мотоциклов, а также убила или тяжело ранила более 800 российских солдат в ходе штурма.
В июле российские колонны солдат на мотоциклах попытались штурмовать украинские позиции в Угледаре, но были отбиты, потеряв не менее 19 мотоциклов.

#### Возобновление наступления
3 сентября ВС РФ захватили Пречистовку, расположенную к западу от Угледара, с целью охватить позиции ВСУ в самом городе. По информации ISW от 5 сентября, геолоцированные кадры это подтверждают.
По информации тесно связанного с Министерством обороны Украины OSINT-проекта Deep State, 4 сентября ВС РФ продвинулись в Угледарском выступе в районе Пречистовки (к западу от города), в то же время к востоку от Угледара шли бои за шахту Южнодонбасская № 1, где ISW на основании геолоцированных кадров фиксирует продвижение ВС РФ.
6 и 7 сентября продолжились бои в районе Константиновки, Водяного, Угледара и за шахту Южнодонбасская № 1 (к востоку от Угледара) без изменения линии фронта.
8 сентября после пятидневных боёв войскам РФ удалось захватить село Водяное.
9-10 сентября продолжались атаки ВС РФ к северо-западу от Победы (к северо-востоку от Угледара) и вдоль шоссе Т0524 к северо-востоку от Угледара между Парасковиевкой и Константиновкой.
12-13 сентября продолжались бои к северо-востоку от Угледара, в районе Константиновки и Водяного, около самого Угледара и к западу от города, в районе Пречистовки и Золотой Нивы, но никаких изменений на линии фронта не произошло. Особенно активно российские войска наступали на позиции ВСУ у шахты Южнодонбасская № 3 (чуть северо-восточнее Угледара).
15 сентября ВС РФ захватили шахту Южнодонбасская № 3 и взорвали ранее заминированный ВСУ главный ствол шахты. 24 сентября ISW подтвердил занятие ВС РФ шахты. По информации на 22 сентября 2024 года Угледар был охвачен с севера, востока и юга.
24 сентября Институт изучения войны на основе анализа геолоцированных кадров сообщил, что ВС РФ вошли в восточную часть Угледара.
По информации на 25 сентября, ВС РФ наступают на северо-восток Угледара через село Водяное и на юго-запад города через Пречистовку, где посыпалась оборона 58-й омпбр. По мнению OSINT-аналитиков и российских Z-блогеров, существует риск окружения сил Украины в городе.
30 сентября 2024 года The Daily Telegraph сообщил, что ранее из Угледара был отозван командир 72 отдельной механизированной бригады ВСУ, полковник Иван Винник. По мнению ряда источников, это было сделано для его спасения перед падением города. Агентство «Рейтер» оценило последний этап операции как «мини-котел», когда коммуникации обороняющихся по факту были разрушены как для входа подкреплений, так и для выхода на эвакуацию. CNN по опросам военнослужащих ВСУ написало, что гарнизон при отступлении был вынужден бросить раненых и украинские солдаты опасаются, что их коллег могли расстрелять российские штурмовики.
Линии обороны ВСУ были разрушены ТОС «Солнцепёк», РСЗО, БПЛА и авиационными бомбами.
1 октября 2024 года ВС РФ вошли в центральную часть Угледара, о чём сообщил Вадим Филашкин, руководитель военно-гражданской администрации Донецкой области.
После захода ВС РФ в Угледар защитники города начали отступление, не дожидаясь соответствующего приказа. Отступление украинскими войсками проводилось в основном ночью через собственные минные поля, так как дороги находились под огневым контролем ВС РФ. Солдаты гарнизона Угледара оценивают отступление как «хаос» и абсолютно не организованное. Позже тесно связанный с Министерством обороны Украины OSINT-канал Deep State сообщил, что Угледар находится под контролем ВС РФ. Телеканал «Суспільне» процитировал двух украинских солдат из 72-й отдельной механизированной бригады, заявивших, что Украина сохранила контроль над «определёнными частями» города.
К исходу 1 октября 2024 года российские войска установили контроль над Угледаром.
2 октября 2024 года оперативно-стратегическая группировка ВСУ «Хортица» заявила о выходе украинских сил из Угледара. В сообщении «Хортицы» говорится о том, что ВС РФ с помощью фланговых ударов ослабили украинскую оборону, и из-за угрозы окружения города высшее командование разрешило вывести подразделения ВСУ из города для сохранения техники и личного состава.
Офицер 72 отдельной механизированной бригады ВСУ считает, что дезертирство является одной из причин, по которой украинские военные сдали Угледар. За несколько недель до падения города его обороняли лишь три батальона: один линейный и два стрелковых. Для защиты флангов командиры были вынуждены забирать из них подразделения. По словам офицера, каждая рота батальона должна состоять из 120 человек, но в некоторых их них было всего по 10 бойцов. Причины нехватки личного состава — боевые потери и дезертирство. Около 20 % украинских военнослужащих, пропавших без вести в означенных ротах, дезертировали.

## Последующие события
После захвата Угледара ВС РФ продвинулись на север от города и обнаружили в лесополосе крепкую оборону ВСУ. После этого ВС РФ двинулись на запад, где им противостоит 58-я мотопехотная бригада ВСУ, ранее допустившая продвижение российских войск к Угледару с западной стороны, что предопределило падение города,  и заняли село Золотая Нива, расположенное в 15 км от Угледара.
25 октября OSINT-проект CyberBoroshno (Украина) сообщил, что на направлении Угледара ВС РФ подошли к южным границам села Шахтёрское, совершив марш-бросок в 6 км. ВСУ, по информации CyberBoroshno оказали «минимальное сопротивление».
4 ноября 2024 года Институт изучения войны на основе анализа геолоцированных кадров сообщил, что ВС РФ заняли Шахтёрское, расположенное к северо-западу от Угледара.
15 декабря Минобороны РФ заявило, что российские военные заняли Весёлый Гай  По мнению Института изучения войны, населённый пункт был занят ещё 13 декабря.

## Потери

### Украина
The Daily Telegraph приводит свидетельство офицеров ВСУ, что к 30 сентября 2024 года в Угледаре в «ловушке» находилось несколько сотен солдат 72 омехбр, они производили отход мелкими группами по 10 человек с уровнем потерь 40—60 %. Вся бронетехника как в городе, так и выдвигающаяся для эвакуации была потеряна из-за огневого контроля ВС РФ над последней дорогой.

### Россия
По сообщениям OSINT-команды Warspotting, в Волновахском районе потери бригад морской пехоты и поддерживавших их подразделений составили около 1000 танков, грузовиков, пушек и боевых машин, что составляет около 6 % всех потерь техники РФ с начала полномасштабного вторжения на Украину. Издание Forbes описало данные потери как понесённые в ходе боёв за Угледар.
OSINT-команда Warspotting по итогам сражения по фотоматериалам обнаружила на поле боя 106 единиц пораженной российской техники, из них 16 танков. Большая часть потерь относится к 2023 году, в 2024 году зафиксировано поражение только двух танков ВС РФ.
Согласно данным «Би-би-си», потери 155-й и 40-й бригад морской пехоты ВС РФ в боях под Угледаром могли превысить 2100 человек, включая тяжелораненых, погибших и пропавших без вести, что составляет около 40 % от довоенной численности данных подразделений. На основе анализа открытых источников журналисты подтвердили гибель как минимум 211 военнослужащих 155-й бригады, из которых 19 — офицеры, включая командира батальона Цырена Лубсанова. 42 человека числятся пропавшими без вести. Подтверждена гибель 72 военнослужащих 40-й бригады, включая офицеров. С учётом пропавших без вести, общее число погибших морских пехотинцев в ходе штурмов Угледара может достигать 700 человек.
6 февраля 2023 года в ходе штурма лесопосадок под Угледаром без разведки и поддержки артиллерии были разбиты трёх неполные роты из трёх сформированных рот татарстанского добровольческого батальона «Алга», в результате чего из около 120 человек живыми поле боя покинули 27, примерно столько же погибли, остальные получили ранения, часть бойцов числится пропавшими без вести. Точная информация о числе пленённых отсутствует.

## Оценки
После серии провальных наступлений, продолжавшейся более двух лет, Россия захватила Угледар. В течение этого времени Россия предприняла два больших наступления на украинские позиции в октябре — ноябре 2022 и в январе — феврале 2023. Оба наступления окончились неудачей и большими потерями в технике и живой силе для сил РФ. Наступавшая 155 бригада РФ была серьезно истощена. В конце концов, Россия захватила Угледар в результате наступления осенью 2024 года.
Институт изучения войны опубликовал оценку, в которой сообщил, что взятие Угледара российскими военными не сможет дать возможность ВС РФ впоследствии проводить наступательные действия  в западной части Донецкой области. Позже ISW признал эту оценку неверной. 
В ноябре 2024 года Институт изучения войны отметил, что захват российскими военными Угледара позволяет российской стороне достигать тактических успехов на территориях, расположенных южнее Курахово для того, чтобы срезать выступ украинской обороны в западной части Донецкой области.
По словам командиров 72 омехбр, проблемы с защитой Угледара связаны с отсутствием противовоздушной обороны, отсутствием ротации и истощением личного состава, а также с медленным возведением оборонительных линий, вина за которое возлагается на военное руководство Украины.
По мнению украинского военного аналитика Ивана Ступака, переброска войск и техники на покровское направление из Угледара увеличило шанс захвата вооружёнными силами РФ города.
The Daily Telegraph оценил захват Угледара как крупнейшую победу ВС РФ с момента захвата Авдеевки в феврале 2024 года. Как обоснование, обозреватели указывают, что Угледар находится над важнейшими дорогами на Донбассе и позволял их держать под огневым контролем, а также потенциально перейти в атаку на эти коммуникации. Уничтожение укрепрайона Угледара ликвидировало эти угрозы для ВС РФ.
Институт изучения войны (ISW) считает, что факт захвата Угледара не приведёт к значительным изменениям динамики поля боя, так как город не являлся важным логистическим пунктом, а российские войска имели возможность нарушать логистические пути украинских сил в регионе и до захвата Угледара. ISW отметил, что взятию Угледара предшествовали провальные попытки штурма города с начала российского вторжения в 2022 году: два крупнейших — в октябре—ноябре 2022 года и январе—феврале 2023 года — привели к тяжёлым потерям России в технике и живой силе и истощению 155-й отдельной бригады морской пехоты. Радио Свобода по опросу аналитиков считает, что ISW определённо преуменьшает масштаб последствий на фоне мнений других экспертов как украинский военный Павел Лакийчук, который отмечает, что в данный момент не ясно сможет ли ВС РФ воспользоваться возникшим наступательным импульсом до начала распутицы.
CNN отмечает, что Угледар за счет своего возвышенного положения представлял стратегическую позицию. С её потерей о наступлении ВСУ на Донбасс следует надолго забыть и сейчас актуальной является организация обороны. CNN указывает на значительные потери ВС РФ при штурме города, а также что российские войска имеют более быстрый мобилизационный процесс, чем уровень потерь. По мнению CNN, Угледарская операция показала, что принятие законов о ужесточении мобилизации в Украине не обеспечивает достаточного притока новых солдат, чтобы восстановить баланс сил. Агентство Reuters оценивает потерю Угледара как серьёзное поражение, так как Угледар являлся плацдармом для обстрела артиллерией коммуникаций в прифронтовых тылах ВС РФ.
Associated Press называет одной из причин падения Угледара нежелание США разрешить ВСУ удары западным оружием по объектам, расположенным в глубине российской территории, что позволило армии РФ сохранять господство в воздухе с массовым применением планирующих бомб, на что ВСУ не смогли найти эффективного ответа.
По мнению председателя Украинского центра безопасности и сотрудничества Сергея Кузана, захват ВС РФ Угледара сделает более сложной оборону Курахово, который может оказаться зажатым между подразделениями ВС РФ, наступающим со стороны Угледара и с севера со стороны Украинска, занятого российскими военными ранее.